# Buffer (scheikunde)
Een buffer of een zuurteregelaar is in de chemie een waterige oplossing van twee stoffen die zich in een bepaald evenwicht bevinden en een bepaalde pH (= zuurtegraad) aannemen. Bij verdunning, toevoegen van een zuur of een base zal deze pH nagenoeg constant blijven. De verstoring van het evenwicht en de zuurtegraad wordt dus 'gebufferd'.
Bufferoplossingen bestaan steeds uit een zuur/basekoppel; ofwel een zuur en het zout van zijn geconjugeerde base, ofwel een base en het zout van zijn geconjugeerd zuur. Beide zijn steeds zwakke zuren of basen, ze zullen dus onvolledig reageren. De reactievergelijking tussen het zuur en de base kan worden gegeven als:
{\displaystyle \mathrm {HZ_{(aq)}\rightleftarrows Z_{(aq)}^{-}+H_{(aq)}^{+}} }
In welke mate deze reactie verloopt, wordt gegeven door de Kz-waarde of zuurconstante:
{\displaystyle \mathrm {K_{z}={\frac {[H^{+}][Z^{-}]}{[HZ]}}} }

## Reacties
De optredende reacties van respectievelijk het zuur en de base in water zijn:
1. {\displaystyle \mathrm {HZ+H_{2}O\rightleftarrows Z^{-}+H_{3}O^{+}} }
2. {\displaystyle \mathrm {Z^{-}+H_{2}O\rightleftarrows HZ+OH^{-}} }
Er bestaat ook een continu evenwicht tussen het aantal hydroxide- en hydroxoniumionen in het water:

{\displaystyle \mathrm {2H_{2}O\rightleftarrows H_{3}O^{+}+OH^{-}} }

## pH
De pH van een buffermengsel kan berekend worden met behulp van de vergelijking van Henderson-Hasselbalch:
{\displaystyle \mathrm {pH=pK_{a}+^{10}log{\frac {[A^{-}]}{[HA]}}} }
Deze vergelijking wordt ook wel op de volgende wijze geschreven:
{\displaystyle \mathrm {pH=pK_{a}-^{10}\log {\frac {[HA]}{[A^{-}]}}} }

### Berekenen
Om met behulp van bovenstaande formules de pH van een buffer te berekenen worden de volgende aannames gedaan:
- De hoeveelheid zuur die in de oplossing gebracht is, is nog als zuur aanwezig. De concentratie [HA] kan hier direct uit worden berekend.
- De hoeveelheid geconjugeerde base die in de oplossing gebracht is, is nog steeds als zodanig aanwezig. De concentratie [A−] kan hier direct uit worden berekend.
- Invullen van de betreffende concentraties in bovenstaande formules, in combinatie met de pKa, levert de pH van de gezochte buffers.
- Formeel kan gesteld worden dat voor een buffer waarvoor een pH berekend wordt die lager is dan 7, blijkbaar de hoeveelheid HA kleiner moet zijn (een deel is gesplitst om de H+ te leveren), en de hoeveelheid A− net zoveel groter, in de praktijk gaat dit om dusdanig kleine hoeveelheden dat het effect verwaarloosbaar is.[1]

## Bufferwerking

### Globaal
De werking van een bufferoplossing steunt op het principe van Le Chatelier-Van 't Hoff, namelijk een verstoring van de evenwichtsreactie zal steeds worden tegengewerkt, door een tijdelijke verschuiving in de reactie. Toegevoegde zuren (H3O+) of basen (OH−) zullen dus worden geneutraliseerd.
- Bij toevoeging van een zuur: Het toegevoegde zuur protolyseert in water en vormt H3O+-ionen. Deze verhoging van de hoeveelheid H3O+ zal dus worden tegengewerkt. Hierbij verschuift de eerste reactie(↑) naar links. De hoeveelheid H3O+-ionen vermindert dus weer. In de tweede reactie(↑) zal de toegevoegde H3O+ samen met de OH− reageren ({\displaystyle \mathrm {OH^{-}+H_{3}O^{+}\rightarrow 2H_{2}O} }), deze OH− zal dus gedeeltelijk uit de oplossing verdwijnen. Deze daling van het aantal OH−-ionen zal ook weer worden tegengewerkt; het evenwicht van de tweede reactie zal naar rechts verschuiven. Besluit: de toegevoegde H3O+ is geneutraliseerd en de pH zal constant blijven.
- Bij toevoeging van een base: De toegevoegde base vormt in water extra OH−-ionen. Deze toegevoegde OH− zal in de eerste reactie samen met de H3O+ wegreageren ({\displaystyle \mathrm {H_{3}O^{+}+OH^{-}\rightarrow 2H_{2}O} }), de H3O+ zal dus gedeeltelijk uit de oplossing verdwijnen. Deze vermindering zal worden opgevangen door het verschuiven van het eerste evenwicht naar rechts. H3O+-ionen worden dus bijgevormd. De verhoging van het aantal OH−-ionen zal in de tweede reactie worden tegengewerkt door het verschuiven van het evenwicht naar links. Besluit: de toegevoegde OH− is geneutraliseerd en de pH zal constant blijven.

### Iets netter
De formule die bij pH genoemd wordt, kan ook gebruikt worden. Aangenomen dat alle toegevoegde zuur, stel x, reageert met het aanwezige A− dan zal de hoeveelheid daarvan dus afnemen met x, maar de hoeveelheid HA zal toenemen:
{\displaystyle \mathrm {pH} _{\mathrm {nieuw} }=\mathrm {pK} _{a}+^{10}\log {\frac {[\mathrm {A} ^{-}]-x}{[\mathrm {HA} ]+x}}}
Zolang x niet meer dan ongeveer 4% van [A−] en [HA] bedraagt zal de uitkomst van deze som niet veel veranderen. Het belang van de Buffercapaciteit wordt hiermee wel onderstreept: bij een te lage buffercapaciteit zal wel verandering van de pH optreden onder invloed van een zuur of base.

## Illustratie
Neem het bufferpaar {\displaystyle \mathrm {CH_{3}COONa/CH_{3}COOH:\,} }
Het natriumacetaat(zout) dissocieert volledig in water
{\displaystyle \mathrm {CH_{3}COONa_{(s)}\to CH_{3}COO_{(aq)}^{-}+Na_{(aq)}^{+}} }
Wordt een zuur toegevoegd, dan zal het proton reageren met de geconjugeerde base in de buffer:
{\displaystyle \mathrm {CH_{3}COO_{(aq)}^{-}+H_{3}O^{+}\to CH_{3}COOH_{(aq)}+H_{2}O} }
Het omgekeerde gebeurt als een base wordt toegevoegd, de OH− reageert met het zwakke zuur:
{\displaystyle \mathrm {CH_{3}COOH_{(aq)}+OH^{-}\to CH_{3}COO_{(aq)}^{-}+H_{2}O} }

## Voorbeelden van buffers
- citroenzuur/citraat-buffer (C6H8O7) (ongeveer pH 3-5)
- fosfaat-buffer (pH 6,2 - 8,2)
- azijnzuur/acetaatbuffer (pH 3,7 - 5,7)
- koolzuur/carbonaat-buffer (pH 6,2 - 8,6)
- ammoniumbuffer NH3+H2O+NH4Cl (pH 8,2-10,2)
- boorzuur/boraat-buffer (H3BO3) (ongeveer pH 9-11)

### Meerwaardige buffers
Er bestaan ook stoffen die verschillende protonen kunnen opnemen of afgeven; ze worden meerwaardige buffers genoemd:
bijvoorbeeld: driewaardige fosfaatbuffer: PO43−, HPO42−, H2PO4− en H3PO4;
fosfaatbuffer vormt zo 3 bufferparen PO43−/HPO42−, HPO42−/H2PO4− en H2PO4−/H3PO4
Afhankelijk van de zuurgraad, zal een ander bufferpaar de bufferende werking uitoefenen.
bijvoorbeeld HPO42−/H2PO4− rond pH 7,21

### Buffercapaciteit
De buffercapaciteit wordt gedefinieerd als de hoeveelheid sterk zuur of sterke base die aan 1 liter buffer moet worden toegevoegd om de pH van het buffermengsel één eenheid te veranderen. De buffercapaciteit zegt dus iets over hoe 'goed' een buffer werkt. Hoe groter de buffercapaciteit, des te beter de buffer de pH-waarde stabiel kan houden bij toevoeging van zuur of base.

## Gebruik

### Biochemie en klinische chemie
Bufferoplossingen zorgen voor een constante pH in fysiologische, biochemische processen: veel enzymen werken slechts bij één bepaalde pH. Zo zorgt de buffer van koolzuur en een carbonaatzout in het bloed voor een pH tussen 7,35 en 7,45.
Buffers van het bloed:
- H2CO3/HCO3−: vervoer van meeste CO2, de rode bloedcel is nodig om CO2 enzymatisch om te zetten in HCO3−
- H2PO4−/HPO42−: bestanddeel botmineraal en biomoleculen
- Albumine: transporteiwit én zorgt voor de osmotische waarde
- Hemoglobine: bevindt zich in de rode bloedcel

### Analytische chemie
In de analytische chemie worden buffers onder andere gebruikt voor:
- Calibratie van pH-meters
- Stabilisatie van pH in complexometrische titraties

### Voedsel
In voedsel worden buffers toegevoegd om de zuurgraad en daarmee de smaak constant te houden en daardoor de houdbaarheid te garanderen. Ze staan vermeld op de verpakking als zuurteregelaar. Veelgebruikte buffers zijn azijn met een acetaat en ascorbinezuur met een ascorbaat. Niet alle zuurteregelaars zijn buffers in de exacte chemische definitie van een zuur of base met een bijbehorend zout. Gebufferde azijn is hierop bijvoorbeeld een uitzondering. 
Gebufferde azijn is 

### Zwembaden
In zwembaden wordt natriumwaterstofcarbonaat gebruikt als "pH+" om een te lage pH te verhogen en te bufferen.